# Andelsbanken (Danmark)
Den danske Andelsbank inrättades 1914 med ändamål att finansiera andelsföretag och i övrigt att driva bankverksamhet av alla slag till fördel för bankens andelsägare. Dessa ansvarade för bankens förpliktelser med det tecknade andelskapitalet, vars storlek i varje enskilt fall fastställdes av banken på grundval av andelsägarens omsättning. Överskottet fördelades mellan andelsägarna i förhållande till deras omsättning med banken.
Andelsbanken blev snabbt en betydande verksamhet med huvudkontor först i Århus och senare i Köpenhamn och med filialer i de flesta städer och större stationssamhällen. Efter första världskriget kom banken i svårigheter, främst på grund av förluster på vissa stora engagemang, och i juni 1925 tvingades banken upphöra och träda i likvidation.